# Irae
Irae – portugalski jednoosobowy projekt wykonujący black metal powstały w Lizbonie w 2002.

## Dyskografia

### Albumy demo
- Spreading the Wrath of Satan (2003)
- Ave Sathanas I Was Born to Murder the World (2004)
- Anti Human Rehearsal (2005)
- Victims of My Insanity (2005)
- In the Veins of Satan (2011)
- Seven Hatred Manifestos (2012)
- Orgias de Maldade (2014)

### Splity
- Our Putrefacted Essence (2004)
- Destroying Your Existence (2005)
- From the Deepest Night... (2006)
- Black Throne of Disease (2006)
- Os Seis Caminhos para a Verdade... (2007)
- Contempt and Slander (2008)
- ... pelo Negro Holocausto (2009)
- Odium Generis Humani (2009)
- Irae / Jazigo (2011)
- Deceiver's Light (2012)
- Total Damnation (2012)
- From the Underworld with Hate (2013)
- Silva Nigra / Sardonic Witchery / Inner Helvete / Irae (2014)

### Albumy studyjne
- Terror 666 (2006)
- Hellnation (2008)

### Kompilacje
- To Those Who Stand... Evil Prevails (2012)
- Rites of Unholy Destruction (2013)

### Albumy live
- ...at Man's Ruin (2010)
- Live Terrorism (2014)[2]